# 5193 Tanakawataru
5193 Tanakawataru (1992 ET) là một tiểu hành tinh vành đai chính được phát hiện ngày 7 tháng 3 năm 1992 bởi S. Ueda và H. Kaneda ở Kushiro.